# Altria
Pour les articles homonymes, voir Philip Morris (homonymie).
Altria (anciennement Philip Morris Companies Inc.) est une multinationale américaine, dont le titre faisait partie de l’indice Dow Jones jusqu’en février 2008.
Le groupe, initialement fabricant des cigarettes Philip Morris et Marlboro dans le monde entier, a vu sa voilure réduite en 2008 après la séparation de sa filiale Philip Morris International. Son activité manufacturière dans le tabac est désormais limitée aux États-Unis. Il n'est également plus présent dans l'agroalimentaire depuis 2007, Kraft Foods (Mondelēz International depuis 2012), étant dorénavant indépendant.
La dénomination Altria est apparue officiellement le 27 janvier 2003 afin de remplacer le nom du conglomérat financier Philip Morris Companies, Inc, pour lui donner un sens large pour représenter les activités de production alimentaire du groupe, sens non connoté à la fabrication des cigarettes Marlboro, qui sont l’origine de la société.

## Historique

### Philip Morris Companies
Philip Morris Companies est créé en 1985 comme holding regroupant Philip Morris USA, Philip Morris International, Miller Brewing Company (acquise en 1970), et Seven Up Company, acquise en 1978. Quelques mois après sa création, Philip Morris Companies se porte acquéreur de General Foods, entreprise américaine possédant entre autres les marques Maxwell House, Tang, Oscar Mayer, Jell-O, et en France Kréma-Hollywood (marques Kréma, Hollywood, Malabar). Après le rachat en 1988 de Kraft Foods, entreprise agroalimentaire américaine initialement spécialisée dans la fabrication de fromage, et sa fusion avec General Foods en 1989, la filiale alimentaire est renommée Kraft General Foods.
En 1990, Philip Morris Companies prend le contrôle de Jacobs Suchard, groupe suisse présent dans le chocolat et le café avec les marques Suchard, Milka, Toblerone, Côte d'Or, Carte Noire, Jacques Vabre, Grand'Mère et Jacobs. En 1993, c'est au tour du chocolatier suédois Freia-Marabou et des céréales Shredded wheat de tomber dans l'escarcelle de l'américain. La même année, l'ensemble des activités européennes du groupe, Kraft General Foods Europe et Jacobs Suchard, sont regroupées en une seule unité, Kraft Jacobs Suchard.
Après avoir racheté les Cachous Lajaunie en 1997, puis revendu l'ensemble des marques de bonbons et chewing-gums héritées de la fusion avec General Foods, Philip Morris s'empare en 2000 de Nabisco, connu notamment pour ses biscuits Oreo, et Kraft General Foods est rebaptisé Kraft Foods.
En 2002, l'activité brassicole Miller Brewing Company fusionne avec South African Breweries pour former SABMiller, dont Altria détient près de 30 % du capital.

### Altria
Philip Morris Companies est renommé Altria en 2003 ; en 2007, une première scission de Kraft Foods est opérée, puis, fin mars 2008, Philip Morris International est elle aussi mise sur le marché et séparée à 100 % du conglomérat, dont le siège est déplacé en Virginie.
En 2008, Altria acquiert le fabricant de cigares John Middleton Co., ainsi que le groupe UST, comprenant le fabricant de tabac à mâcher U.S. Smokeless Tobacco Company et le vin Ste. Michelle Wine Estates, pour 10,4 milliards de dollars,.
En décembre 2018, Altria annonce l'acquisition d'une participation de 55 % dans le producteur de cannabis canadien Cronos. Le même mois, Altria prend une participation de 35 % dans Juul pour 12,8 milliards de dollars.
En avril 2020, son PDG Howard Willard démissionne pour raison médicale. Il était atteint de la Covid-19 et n'était plus en mesure d'assurer ses fonctions. Après trois décennies passées à la tête du fabricant, il est remplacé par Billy Gifford (ancien directeur financier).
En juillet 2021, Altria Group annonce la vente de Ste. Michelle Wine Estates à un fonds d'investissement pour 1,2 milliard de dollars.
En mars 2023, Altria se désengage de sa participation de 35 % de Juul, qu'elle a acquise pour 12,8 milliards de dollars, cette participation ayant perdu quasiment toute sa valeur. Quelques jours après, Altria annonce l'acquisition de la start-up NJOY pour 2,75 milliards de dollars.
En juillet 2024 parait une étude réalisée par Hendrik Bessembinder et citée par le Financial Times, qui cite Altria comme l'action la plus rentable de l'Histoire : "Les entreprises figurant dans l'étude sont {...} définies non seulement par des rendements annuels élevés, mais aussi par le fait qu'elles existent depuis longtemps. L'action la plus performante de la liste ? Altria, anciennement Philip Morris, qui a enregistré un rendement de 265 millions de pour cent depuis 1925, ou 2,65 millions de dollars par dollar initialement investi."

## Actionnaires
Liste des principaux actionnaires au 2 octobre 2021.
| The Vanguard Group                                 | 7,89 % |
| Capital Research & Management                      | 7,81 % |
| Capital Research & Management (World Investors)    | 6,94 % |
| State Street Global Advisors (en) Funds Management | 3,78 % |
| Fidelity Management & Research                     | 2,19 % |
| BlackRock Fund Advisors                            | 2,16 % |
| Charles Schwab Investment Management               | 1,67 % |
| Geode Capital Management                           | 1,58 % |
| Capital Research & Management (Global Investors)   | 1,23 % |
| Northern Trust Investments (Investment Management) | 1,02 % |

## Secteurs d'activité
Le groupe est présent principalement dans l'industrie du tabac (uniquement aux États-Unis depuis la séparation de Philip Morris International) avec les filiales Philip Morris USA, John Middleton, U.S. Smokeless Tobacco Company.